# Harrison Afful
Harrison Afful (Tema, 24 de junho de 1986) é um ex-futebolista ganês que atuava como lateral. Ele atuou anteriormente pela Feyenoord Academy, Espérance de Tunis e Columbus Crew, além de ter passado um tempo emprestado ao Asante Kotoko.
Afful veio da base da Feyenoord Academy, passando suas duas primeiras temporadas profissionais com o time principal da academia. Ele então foi emprestado ao Asante Kotoko, passando duas temporadas com os Porcupines e vencendo a Premier League de Gana em 2007-08. Após quatro anos de futebol profissional, Afful deixou Gana pela primeira vez para se juntar ao Espérance de Tunis da Ligue Professionnelle 1 da Tunísia. Ele jogou as seis temporadas seguintes com o Tunis, aparecendo pelo clube mais de 180 vezes. O Tunis ganhou quatro títulos da liga durante o tempo de Afful lá, apareceu em três finais da Liga dos Campeões da CAF e venceu a Final da Liga dos Campeões da CAF de 2011; Afful marcou o único gol nas duas partidas. No verão de 2015, Afful se mudou para os Estados Unidos e assinou com o Columbus, ajudando o clube a chegar à MLS Cup de 2015 em sua primeira temporada.
Internacionalmente, Afful estreou por Gana no Campeonato Africano das Nações de 2008, ajudando Gana a conquistar o terceiro lugar naquele torneio. Ele atuou pelos Black Stars em mais quatro torneios do campeonato, terminando como vice-campeão em 2010 e 2015. Foi convocado para a seleção para a Copa do Mundo FIFA de 2014, atuando duas vezes durante o torneio. Afful foi capitão de sua seleção pela primeira vez em um amistoso contra o Congo em 1º de setembro de 2015.

## Biografia
Nascido em Tema, Gana, Afful cresceu a 23 quilômetros (14 milhas) de distância, em Nungua. Ele costumava assistir à seleção nacional de Gana na televisão antes de se tornar um jogador de futebol profissional.

## Carreira

### Feyenoord Academy
Afful se juntou à Feyenoord Academy depois de ser descoberto quando jovem por Sam Arday. Ele subiu nas categorias de base até o primeiro time, aparecendo 148 vezes e marcando 11 gols em todas as competições pela academia. Afful passou por um teste com o Feyenoord, o clube detentor da academia, em 2008. No entanto, após quatro semanas, ele foi liberado sem contrato e foi informado de que era considerado muito pequeno. Ele também passou um tempo treinando com Stabæk, Helsingborgs IF e Mamelodi Sundowns, mas retornou a Gana depois de não conseguir um contrato.

#### Asante Kotoko
Após o rebaixamento da Feyenoord Academy para a Division One League, Afful retornou à Premier League de Gana com um empréstimo ao Asante Kotoko. A mudança foi possível por meio de uma cláusula no contrato de Jordan Opoku. Ele havia sido comprado pelo Kotoko no ano anterior, e seu contrato permitiu que o Asante Kotoko escolhesse um jogador para trazer por empréstimo da academia. Eles o exerceram escolhendo Afful.
Afful impressionou o técnico do Kotoko, Bashir Hayford, com sua atuação durante uma participação especial de 10 minutos em uma partida amistosa, permitindo que ele entrasse no time principal depois de inicialmente parecer fora dos planos de Hayford. Ele fez sua estreia na liga pelo clube e marcou na vitória por 3 a 0 contra o All Blacks em 2 de dezembro de 2007. Afful foi nomeado o Jogador do Ano da liga quando o Asante Kotoko conquistou o título da Premier League de Gana em 2007-08. Após o término de seu empréstimo inicial de um ano, ele retornou à Academia do Feyenoord e realizou vários testes na Europa e em outras partes da África. Esses testes não tiveram sucesso e Afful retornou ao Asante Kotoko por empréstimo para o segundo semestre da temporada 2008-09. Ele terminou seu período emprestado com cinco gols em 68 aparições em todas as competições. Após o término do seu contrato de empréstimo, Kotoko teria aberto negociações para uma transferência permanente, mas não conseguiu chegar a um acordo com a academia.

### Espérance

#### 2009–2010: Carreira na Tunísia
Em 25 de agosto de 2009, Afful assinou oficialmente um contrato de três anos com o clube tunisiano Espérance de Tunis. Ele havia treinado com o clube antes do anúncio e marcou um gol em uma partida amistosa, ajudando a convencer Tunis a concluir a contratação. Ele fez sua estreia pelo clube em 12 de setembro, jogando os 90 minutos completos na vitória por 4 a 0 sobre o CS Sfaxien. Afful marcou seus dois primeiros gols pelo clube em um período de três partidas na primavera de 2010, marcando contra o CA Bizertin em 28 de abril e o ES Hammam-Sousse em 15 de maio. Ele terminou a temporada com dois gols em 23 partidas em todas as competições, enquanto Tunis conquistou seu segundo título consecutivo da Ligue Professionnelle 1 da Tunísia.

## Títulos
Gana
- Campeonato Africano das Nações: 2015 2º Lugar.